# Flächenkreislaufwirtschaft
Die Flächenkreislaufwirtschaft ist ein ganzheitlicher strategischer Ansatz zur (Wieder-)Nutzung von Brachflächen und Reduzierung des Flächenverbrauchs, der zugleich auf Anforderungen von Klimaschutz, Energieeffizienz, Altlastensanierung und Stadtentwicklung reagiert.
Einerseits sollen dadurch vorhandene, unterwertig genutzte Flächenpotenziale wie Brachflächen und Baulücken in Wert gesetzt werden. Vorher genutzte Flächen, die für eine bauliche Nachnutzung nicht in Betracht kommen, werden auf dem Wege der Renaturierung aus dem Flächenkreislauf entlassen.

## Situation und Entwicklungsgeschichte in der Europäischen Union
Der Ansatz wurde vom Deutschen Institut für Urbanistik (DIFU) in den Jahren 2003–2007 in fünf deutschen Stadtregionen entwickelt und erprobt. Die Erfahrungen wurden seit 2010 im EU-Projekt Circular Flow Land Use Management (CircUse) unter Leitung des Institute for Ecology of Industrial Areas (IETU) in Kattowitz in die Praxis von sechs europäischen Staaten – Deutschland, Italien, Österreich, Polen, Slowakeit und Tschechien – transferiert. Die Strategie beinhaltet vier Arbeitsfelder:
- Kommunikation und Wissenstransfer
- Transnationales Daten- und Monitoringsystem der Flächennutzung
- Managementstrukturen für die Flächenkreislaufwirtschaft
- Aktionspläne und Implementierung von Pilotprojekten.

Die bis 2013 zu gewinnenden Ergebnisse sollen in die inhaltliche Ausgestaltung der Regionalförderung durch den EFRE 2014–2020 einfließen. Außer verbesserten Erfassungs- und Planungsinstrumenten werden u. a. Kosten-Nutzen-Analysen und neue Besteuerungsformen als Instrumente zur Senkung des Nettolandverbrauchs vorgeschlagen.

## Deutschland
In ihrem Klimaschutzplan 2050 hat die deutsche Bundesregierung die Flächenkreislaufwirtschaft mit einem Flächenverbrauch von „nettonull“ zum Ziel erklärt. Probleme für die Entwicklung einer konsistenten Strategie bilden die zersplitterten Datenbestände, die in verschiedenen Zuständigkeitsbereichen vorliegen (z. B. Stadtplanung, Umwelt, Liegenschaften, Wirtschaftsförderung), sowie  die Aktualisierung der Daten und die Definition und Zuordnung von Flächenpotenzialen.